# Stillingia parvifolia
Stillingia parvifolia är en törelväxtart som beskrevs av Sánchez Vega, Sagást. och Michael J. Huft. Stillingia parvifolia ingår i släktet Stillingia och familjen törelväxter.
Artens utbredningsområde är Peru. Inga underarter finns listade i Catalogue of Life.